# Salampasu (peuple)
Pour les articles homonymes, voir Salampasu.
Les Salampasu sont une population d'Afrique centrale, vivant surtout dans le sud de la République démocratique du Congo, également de l'autre côté de la frontière, au nord de l'Angola.

## Ethnonymie
Selon les sources et le contexte, on observe différentes formes, telles que : Asalampasu, Basalampasu, Chisalampasu, Mpasu, Salampaso, Salampasou, Sala Mpasu, Salampasus.

## Langue
Ils parlent le salampasu, une langue bantoue.

## Masques

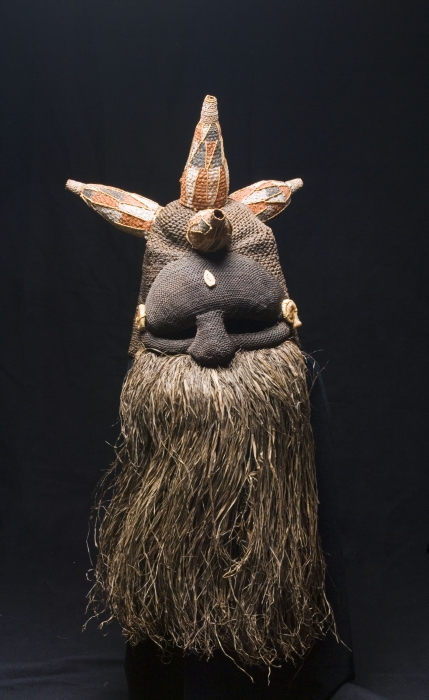
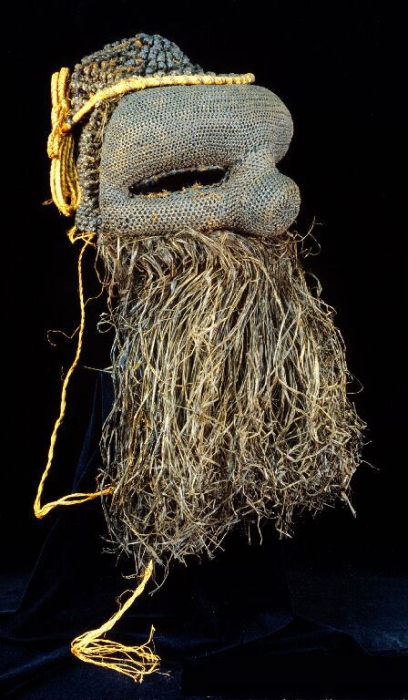
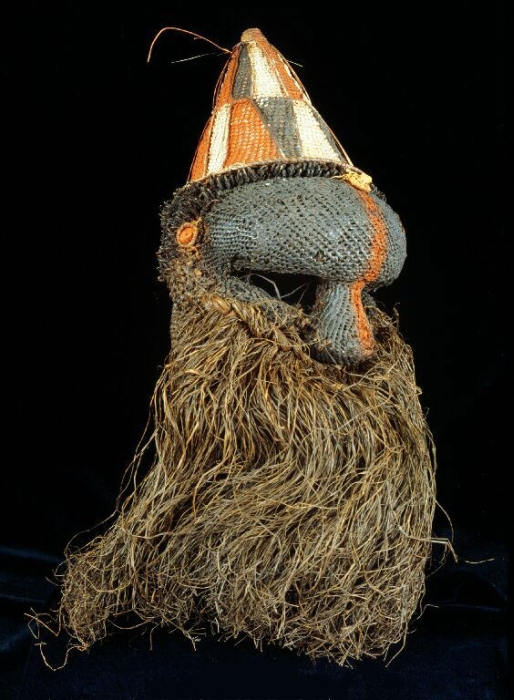
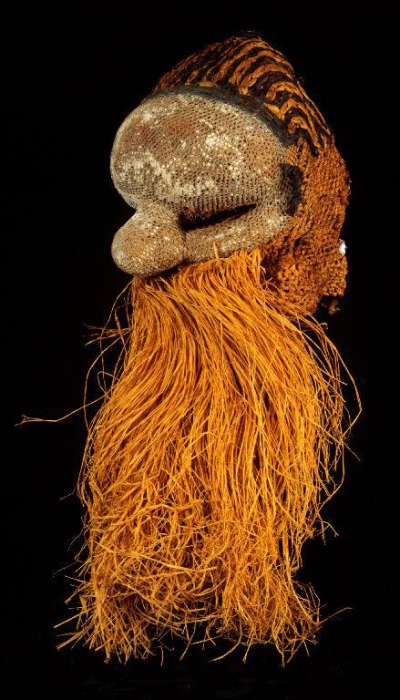
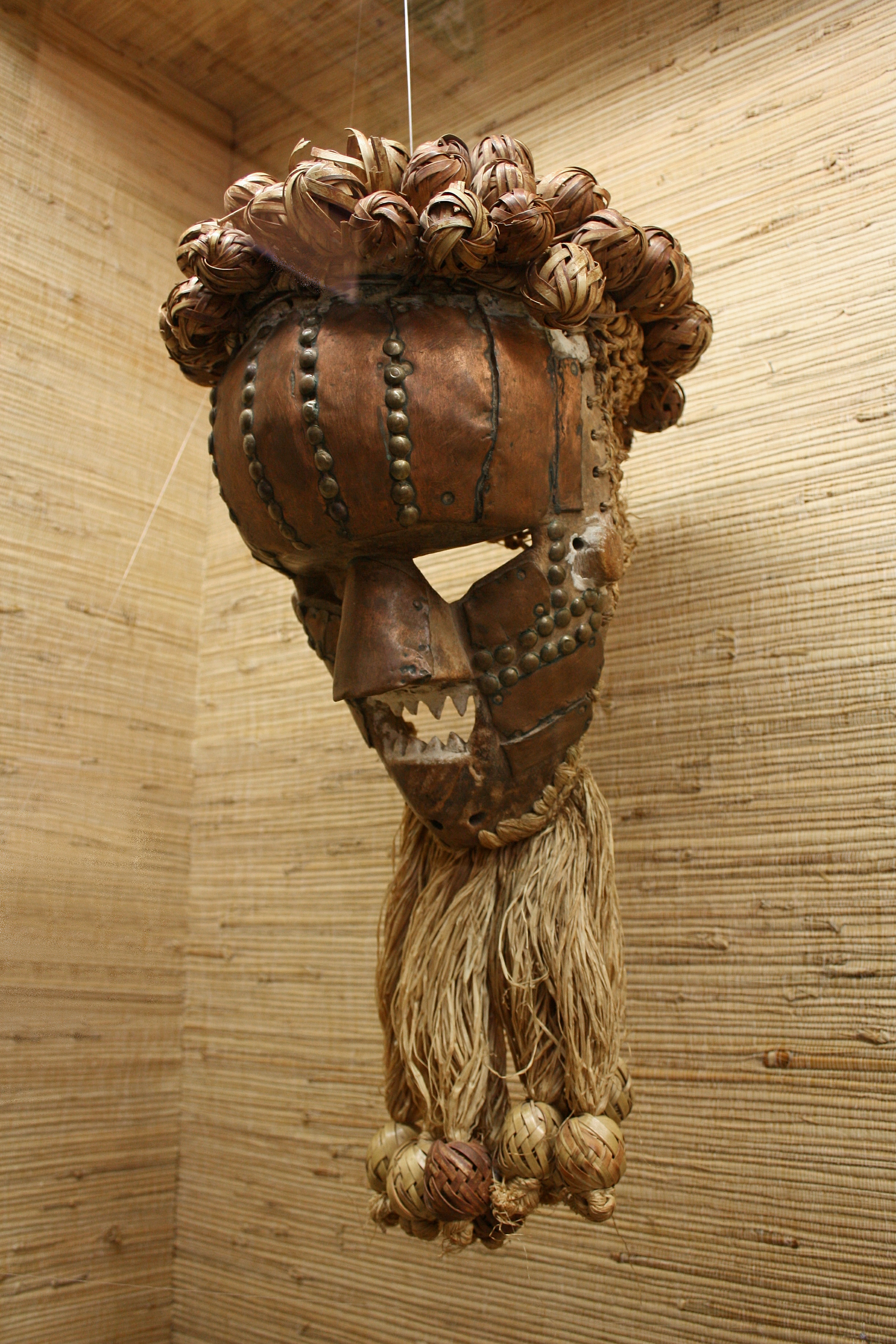
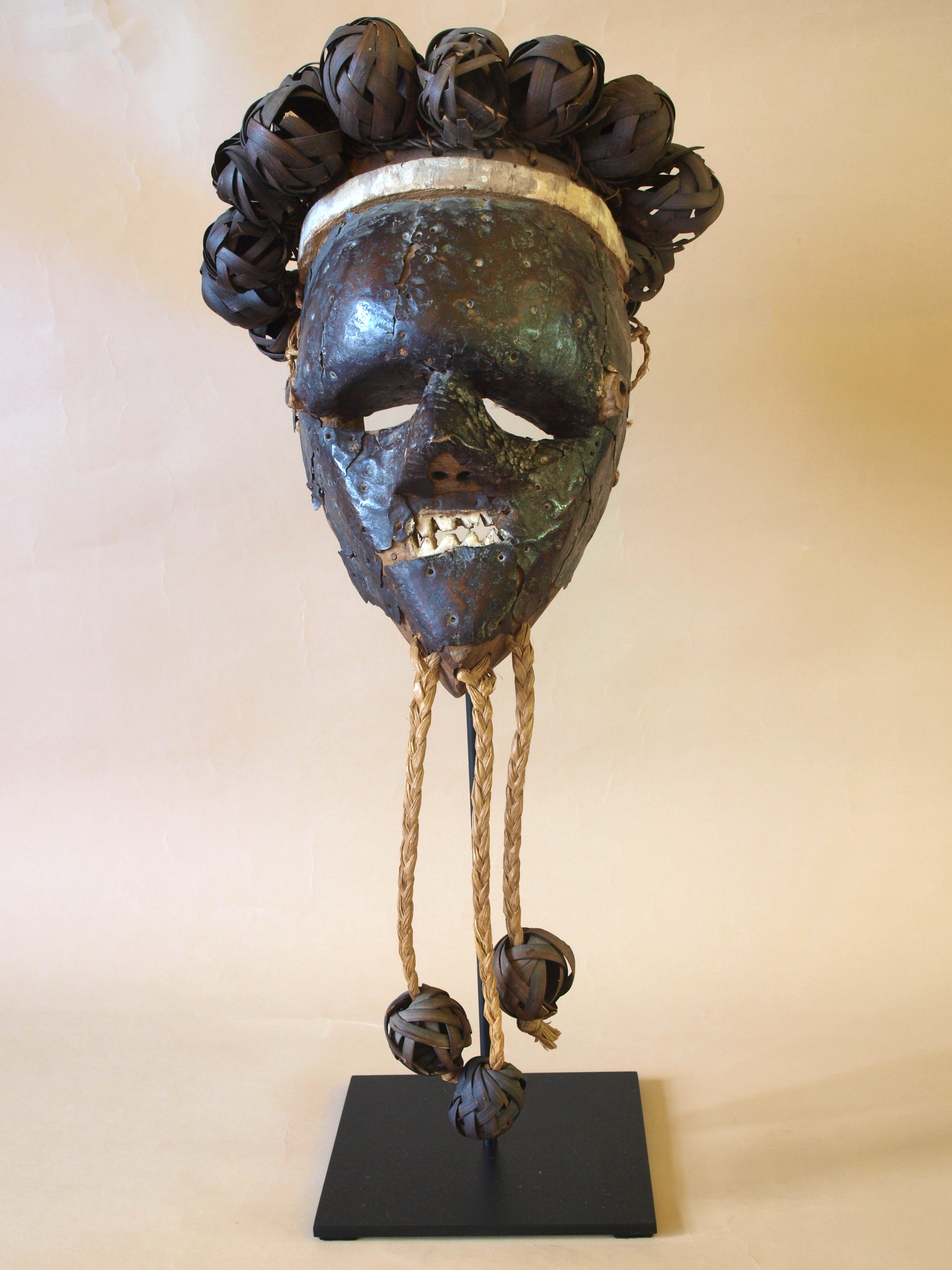

## Musique

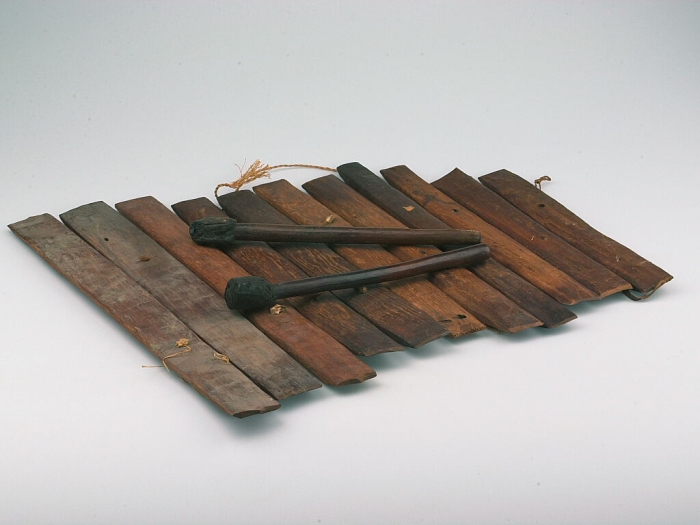
Xylophone salampasu.

Leur musique est dominée par les xylophones et les tambours.

### Discographie
- Anthologie de la musique congolaise - RDC, vol. 4 : Musique des Salampasu (coll. Jos Gansemans, 1973), Musée royal de l'Afrique centrale/Fonti musicali (CD + livret)